# تیم ملی والیبال زنان مجارستان
تیم ملی والیبال زنان مجارستان تیم ملی والیبال زنان کشور مجارستان است.

## نتایج

### بازی‌های المپیک تابستانی
- ۱۹۶۴ — واجد شرایط نشد
- ۱۹۶۸ — واجد شرایط نشد
- ۱۹۷۲ — جایگاه ۵ام
- ۱۹۷۶ — جایگاه ۴ام
- ۱۹۸۰ — جایگاه ۴ام
- ۱۹۸۴ — شرکت نکرد
- ۱۹۸۸ — واجد شرایط نشد
- ۱۹۹۲ — واجد شرایط نشد
- ۱۹۹۶ — واجد شرایط نشد
- ۲۰۰۰ — واجد شرایط نشد
- ۲۰۰۴ — واجد شرایط نشد
- ۲۰۰۸ — واجد شرایط نشد
- ۲۰۱۲ — واجد شرایط نشد